# Hinde-Dikdik
Das Hinde-Dikdik (Madoqua hindei) ist eine Art der Dikdiks aus der Gruppe der Gazellenartigen. Es kommt im südöstlichen Kenia und im nordöstlichen Tansania vor. Die genutzten Lebensräume bestehen aus offenen Buschlandschaften. Die Tiere stellen mittelgroße Vertreter aus dem Verwandtschaftskreis des Kirk-Dikdiks dar. Äußerlich entsprechen sie den anderen Dikdiks. Charakteristisch sind somit ein kleiner Kopf, langer Hals, kurzer Schwanz und lange Gliedmaßen. Hörner tragen nur männliche Tiere, sie sind kurz und spießartig. Als typisch für das Hinde-Dikdik kann das rötlich gesprenkelte Rückenfell und die enge, weißliche Bauchbehaarung mit scharfem Übergang an den Seiten genannt werden. Die Tiere leben in stabilen monogamen Paaren, die ein gemeinsames Territorium teilen. Über die weitere Lebensweise ist nur wenig bekannt. Wissenschaftlich eingeführt wurde das Hinde-Dikdik im Jahr 1902, es galt aber weitgehend als Unterart des Kirk-Dikdiks. Erst Chromosomenuntersuchungen und Analysen zur Schädelmorphologie in den 1990er Jahren stellten die Form als abweichend von anderen Dikdik-Vertretern heraus. Seit Beginn des 21. Jahrhunderts ist das Hinde-Dikdik als eigenständige Art anerkannt. Daten zum Bestand liegen kaum vor.

## Merkmale

### Habitus
Das Hinde-Dikdik ist ein mittelgroßer Vertreter aus der ostafrikanischen Verwandtschaftsgruppe des Kirk-Dikdiks (Madoqua kirkii). In der Körpergröße vermittelt es zwischen dem kleinen Kirk-Dikdik und dem großen Cavendish-Dikdik (Madoqua cavendishi), verlässliche Angaben zu den Ausmaßen und zum Gewicht liegen aber nicht vor. Für ein Individuum aus dem Tsavo-West-Nationalpark in Kenia wird eine Kopf-Rumpf-Länge von 60 cm und eine Schwanzlänge von 4,2 cm angegeben. Die Hinterfußlänge beträgt demnach 19,3 cm, die Ohrlänge 7 cm. Im Unterschied zu anderen Dikdik-Arten sind beim Hinde-Dikdik die Männchen durchschnittlich größer als die Weibchen. Im äußeren Erscheinungsbild erinnern die Tiere an andere Dikdiks. Sie haben somit einen kleinen Kopf, einen langen Hals, einen kurzen Schwanz und lange, schlanke Gliedmaßen. Als weiteres charakteristisches Merkmal fällt die rüsselartig verlängerte Nase auf. Das Körperfell des Hinde-Dikdiks ist gesprenkelt rötlich-olivefarben, am Rücken tritt dies deutlicher zum Vorschein als am restlichen Rumpf. Die Seiten und Beinaußenseiten heben sich dagegen etwas fahler kastanienbraun ab, die Kolorierung der Flanken greift jedoch nicht auf die Schulter über. Der Bauch ist weißlich getönt, allerdings ist dies eher als schmaler Streifen ausgebildet. Die Weißfärbung findet sich daher auch nur an den oberen inneren Beinabschnitten. Die Stirn und das markante Haarbüschel zwischen den Ohren zeichnen sich durch eine Marmorfärbung mit schwärzlichen Einsprenkelungen aus. Das Maul ist hingegen weißlich, ebenso wie der typische Augenring, der beim Hinde-Dikdik weiter nach vorn in das Gesicht zieht als etwa beim Thomas-Dikdik (Madoqua thomasi). Wie bei allen Dikdiks tragen nur die Männchen kurze, spießartige Hörner, deren Basis fein geringelt ist. Ihre Länge liegt bei etwa 5,3 cm.

### Schädel- und Gebissmerkmale
Der Schädel wird laut Untersuchungen von vier vermessenen Individuen zwischen 10,9 und 11,6 cm lang. Beim Holotyp-Exemplar war er 10,9 cm lang und am Hirnschädel 4,4 cm breit, während er am Jochbogen 5,5 cm Breite erreichte. Generell ist der Schädel wie bei anderen Arten aus dem Verwandtschaftskreis um das Kirk-Dikdik am hinteren Hirnschädel deutlich gewinkelt, nach vorn weitet er sich merklich. Auf dem Schädeldach verlaufen deutliche, weit auseinanderstehende Rippeln. Das Nasenbein ist sehr kurz und gibt so Raum für eine große Nasenöffnung, die wiederum Platz für die Muskulatur der verlängerten Nase bereithält. Die Paukenblasen auf der Schädelunterseite sind aufgewölbt. Das Gebiss besteht aus 32 Zähnen, die Zahnformel lautet: {\displaystyle {\frac {0.0.3.3}{3.1.3.3}}}. Auf dem letzten unteren Molar ist eine kleine dritte Leiste als typisches Kennzeichen für die Verwandten des Kirk-Dikdiks ausgebildet. Die obere Zahnreihe erstreckt sich über eine Länge von 3,3 bis 3,7 cm.

## Verbreitung und Lebensraum

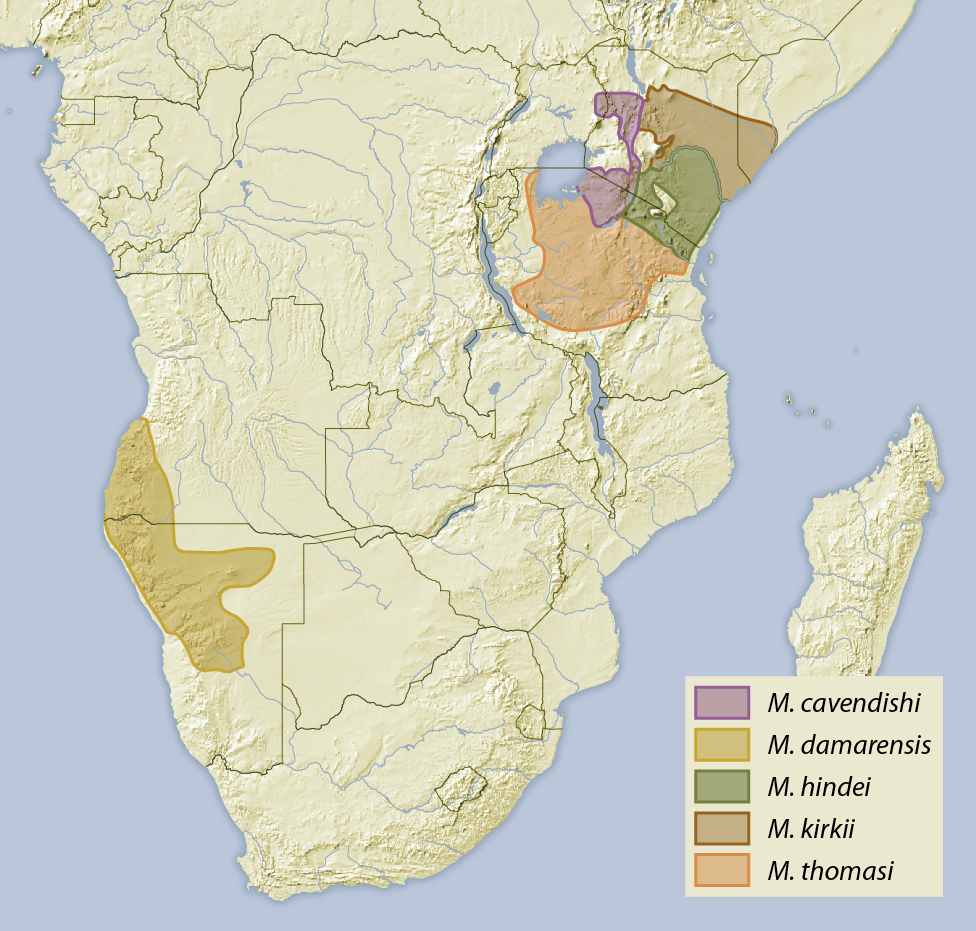
Verbreitungsgebiet des Kirk-Dikdik-Artkomplexes, das Vorkommen des Hinde-Dikdiks ist grün markiert

Das Hinde-Dikdik ist in Ostafrika verbreitet. Sein Vorkommen erstreckt sich über den Südosten von Kenia und den Nordosten von Tansania. Im Norden bildet der Tana eine natürliche Grenze, möglicherweise aber auch bereits das weiter südlich gelegene Flusssystem des Athi-Galani-Sabaki. Im Süden reicht der Lebensraum bis an das Massiv des Kilimandscharo heran, wo die Art bis in rund 1700 m Höhe über dem Meeresspiegel auftritt. Weiter nach Osten bilden das Pare-Gebirge sowie die Usambara-Berge und der Ruvu-Fluss die Grenzen. Die westliche Grenze findet sich im Hochland des Ostafrikanischen Grabens etwa auf Höhe von Nairobi, die östliche ist nicht genau bekannt. Die genutzten Habitate bestehen aus trockenen Buschlandschaften. Mitunter ist die Populationsdichte recht hoch. Für den Arusha-Nationalpark in Tansania wird sie mit 63 Tieren auf einem Quadratkilometer angegeben. Im Tsavo-Gebiet schwankt sie zwischen 15 und 25 Individuen auf einem Quadratkilometer im Tsavo-West- bis hin zu 107 Exemplaren auf einer vergleichbar großen Fläche im Tsavo-East-Nationalpark, beide in Kenia gelegen.

## Lebensweise

### Territorialverhalten

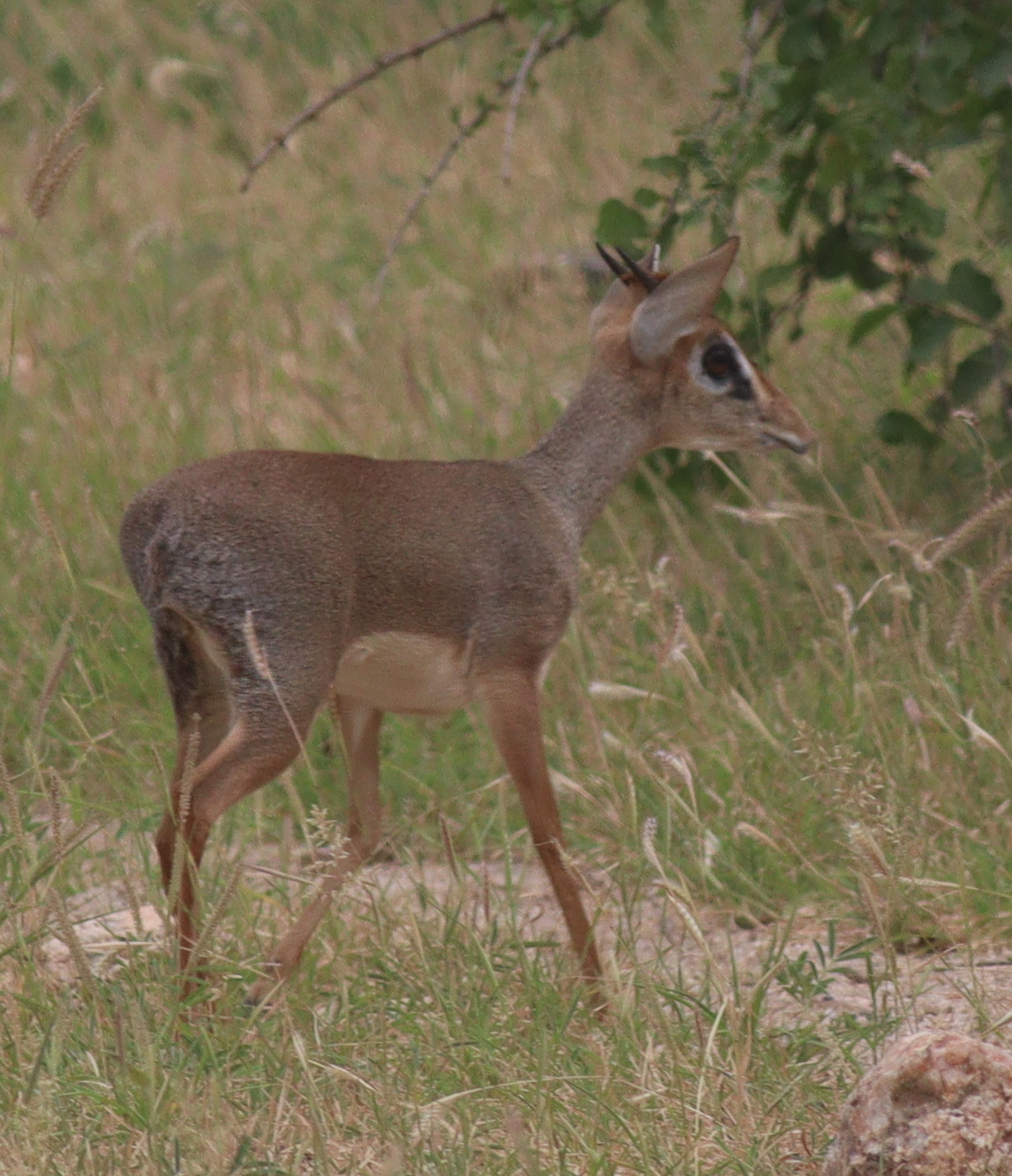
Hinde-Dikdik

Die Lebensweise des Hinde-Dikdiks wurde bisher nur in einzelnen Aspekten gut untersucht. Der Aktivitätszyklus ist weitgehend unbekannt, entspricht aber höchstwahrscheinlich dem anderer Dikdik-Arten, die weitgehend nachts und zur Dämmerungszeit in Erscheinung treten. Entsprechend dürfte es auch abwechselnd zu Phasen der Nahrungsaufnahme und der Ruhe kommen. Die Tiere leben in einzelnen, monogamen Paaren bestehend aus Männchen und Weibchen. Beide Partner nutzen ein gemeinsames Territorium, nur in Regionen mit besonders hoher Individuendichte können auch mehrere Weibchen ein Gebiet einnehmen. Nach Datenerhebungen im Arusha-Nationalpark in Tansania sind die Territorien dort zwischen 0,008 und 0,1 ha groß mit einem Durchschnitt von 0,05 ha. Der Abstand der Territorien zueinander beträgt 4,5 bis 100 m, was die Verfügbarkeit von Nahrungsressourcen widerspiegelt. Die regionale Menge der Nahrungsquellen steuert auch die Größe der Territorien, da die Reviere sich vor allem in der Trockenzeit stark ausdehnen können. In der Regel etablieren Paare ihre beanspruchten Gebiete in offenen Landschaften. Der Vegetationsgehalt ist allerdings auch vom Status der Halter abhängig. Dominante Paare bewohnen Territorien, die mit einem 14%igen Baumkronenanteil deutlich geringere Waldbestände haben als bei weniger dominanten Paaren mit rund 25 % Baumkronenbedeckung. Im Tsavo-East-Nationalpark in Kenia kann der Anteil der Baumbedeckung aber insgesamt höher liegen. Hier schwankt die Größe der Reviere zwischen 1,7 und 4,6 ha. Außerdem wurde beobachtet, dass die Territorialbindung der Männchen relativ groß ist. Sie verbleiben zumeist innerhalb ihres Reviers und verlassen dieses in der Regel nur, wenn die Partnerin die Grenzen überschreitet. Die Ortstreue hält auch an, wenn das Weibchen stirbt oder in der Nachbarschaft ein ungebundenes weibliches Individuum auftaucht. Lediglich Männchen ohne Partnerin dringen in fremde Territorien vor. Demnach suchen Männchen keine Fortpflanzungsmöglichkeit außerhalb des eigenen Paares. Dem gegenüber verlassen verwitwete Weibchen hingegen ein kleineres Revier häufiger als ein größeres. Die Reviergrenzen werden mit Duftsekreten sowie mit Urin und Kot markiert. Zur Kotablage dienen große „Dungareale“, an denen sich Haufen aus 100 bis 460 Kotbällchen ansammeln können. Die Defäkationszeit stimmt zumeist mit der Zeit intensiver Nahrungsaufnahme in der Morgen- und Abenddämmerung überein.

### Ernährungsweise und Fortpflanzung
Die spezielle Ernährungsweise des Hinde-Dikdiks insgesamt nur wenig dokumentiert. Gleiches gilt für das Fortpflanzungsverhalten. Der Populationsaustausch einer Region innerhalb von zehn Monaten ist relativ hoch und betrifft 16 bis 32 % der ausgewachsenen Individuen und etwa 46 % der Jungtiere unter drei Monaten.

## Systematik
Das Hinde-Dikdik ist eine Art aus der Gattung der Dikdiks (Madoqua) und der Familie der Hornträger (Bovidae). Die Gattung gehört wiederum innerhalb der Familie zur Unterfamilie der Antilopinae und steht hierin in der Tribus der Gazellenartigen (Antilopini). Die nächsten Verwandten der Dikdiks bilden die Beira und die Arten der Gattung Raphicerus. Die drei Gattungen werden teilweise auch der Untertribus der Raphicerina zugerechnet. Die Dikdiks stellen kleine Antilopen des östlichen und südwestlichen Afrikas dar. Sie formen eine homogene Gruppe, die ursprünglich allerdings in zwei Gattungen aufgeteilt war. Heute werden diese als Untergattungen aufgefasst. Dabei umfasst eine Linie die Untergattung Madoqua mit dem Eritrea-Dikdik (Madoqua saltiana) als Leitart, die andere besteht aus der Untergattung Rhynchotragus mit dem Kirk-Dikdik als zentrale Form. Erstere Gruppe setzt sich von letzterer durch einen längeren Mittelkieferknochen und längere Nasenbeine sowie einen kleineren Naseninnenraum ab. Des Weiteren fehlt ihren Angehörigen die dritte Leiste am letzten unteren Mahlzahn, die bei den Rhynchotragus-Formen ausgebildet ist. Zudem werden die Vertreter der Rhynchotragus-Gruppe etwas größer als die der Madoqua-Gruppe. Die Tiere sind allgemein an trockene Klimaverhältnisse angepasst, was am deutlichsten durch die Gestaltung der Nase als sehr flexibles, bewegliches Organ erkennbar ist. Hier bestehen Vergleiche zur Saiga-Antilope. Entsprechend den anatomischen Gegebenheiten der vorderen Schnauze weist Rhynchotragus eine deutlicher ausgeprägte rüsselartige Nase auf. Die beiden Linien trennten sich bereits im Übergang vom Miozän zum Pliozän vor rund 5 Millionen Jahren voneinander.

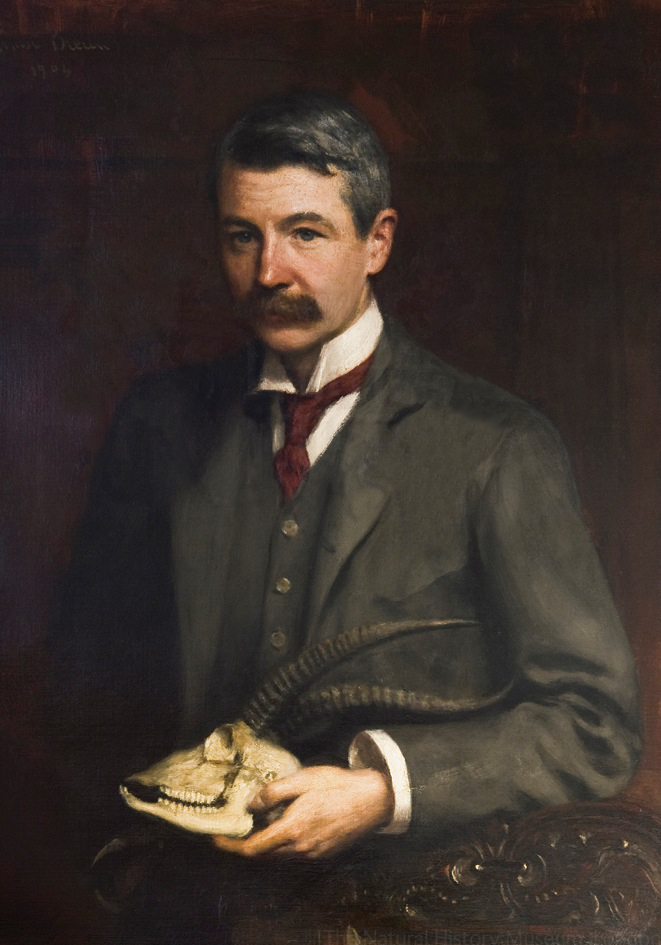
Oldfield Thomas

Die wissenschaftliche Erstbeschreibung des Hinde-Dikdiks wurde von Oldfield Thomas im Jahr 1902 erbracht. Oldfield sah seine neue Form als Unterart des Kirk-Dikdiks an. Für seine Beschreibung verwendete er ein weibliches Individuum, das aus der Umgebung von Kitui in der gleichnamigen Region im südöstlichen Kenia stammte. Das Gebiet mit einer Höhenlage um 1067 m über dem Meeresspiegel wird als Typuslokalität geführt. Der Holotyp war zwei Jahre zuvor vom britischen Mediziner Sidney Langford Hinde aufgesammelt worden. Ihm zu Ehren benannte Oldfield den neuen Dikdik-Vertreter. Als besondere Kennzeichen des Hinde-Dikdiks hob Oldfield die dunklere Fellfarbe und die größeren Ausmaße hervor. Normalerweise werden keine Unterarten des Hinde-Dikdiks unterschieden. Im Jahr 1914 führte jedoch Edmund Heller eine neue Form ein, die er mit Madoqua kirkii nyikae bezeichnete. Deren Belegexemplar, ein ausgewachsenes Männchen, wurde bei Voi am Rande des Tsavo-West-Nationalparks im südöstlichen Kenia gefunden. Sowohl in der Körpergröße wie in der Fellfärbung zeigte Madoqua kirkii nyikae ähnliche Merkmale wie das Hinde-Dikdik und unterschied sich dadurch vom Kirk-Dikdik. Heute wird die Form als synonym zum Hinde-Dikdik geführt.
Ursprünglich enthielt Rhynchotragus zahlreiche Vertreter, die vor allem im 19. und der ersten Hälfte des 20. Jahrhunderts mit einzelnen Ausnahmen als eigenständige Arten angesehen wurden. In den 1960er und 1970er Jahren führte William Frank Harding Ansell diese in zwei großen Arten zusammen: das Kirk-Dikdik und das Günther-Dikdik (Madoqua guentheri). Ersteres vereinigte durch diese Revision neben dem Hinde-Dikdik auch das Thomas-Dikdik (Madoqua thomasi), das Damara-Dikdik (Madoqua damarensis) und das Cavendish-Dikdik (Madoqua cavendishi) als Unterarten. Einige Systematiken fassten das Hinde-Dikdik allerdings auch als identisch mit dem Cavendish-Dikdik auf. Durch die Einbindung der genannten Vertreter in das Kirk-Dikdik entstand eine Metapopulation mit größerer morphologischer Variation und weiter räumlicher Verbreitung. Jedoch wiesen bereits zum Ende des 20. Jahrhunderts mehrere Systematiken darauf hin, dass das Kirk-Dikdik im weiteren Sinne möglicherweise mehr als eine Art umfasst. Indizien hierfür erhielten Wissenschaftler durch unfruchtbare männliche Nachkommen gekreuzter Individuen bei Zootieren. Spätestens ab den 1980er Jahren ergaben dann Cytogenetische Untersuchungen weitere Hinweise, da sich insgesamt vier verschiedene Karyotypen beim Kirk-Dikdik im weiteren Sinne feststellen ließen. Das Hinde-Dikdik war hierbei innerhalb des Cavendish-Dikdik mit einbezogen, letzteres besitzt einen diploiden Chromosomensatz von 2n = 46–47 und eine fundamentale Anzahl von 56–59 (Anzahl der Arme der Autosomen). Die Analysen des Cavendish-Dikdiks erfolgten an Individuen aus dem San Diego Zoo, der Chromosomensatz 2n = 46 wurde hierbei an einem Tier unbekannter Herkunft ermittelt, der von 2n = 47 an Exemplaren aus Garissa und Mbalambala. Schädelmorphologische Untersuchungen konnten ersteren Typus mit den Dikdiks aus der Region des Ostafrikanischen Grabens im westlichen Kenia verbinden, was mit dem eigentlichen Cavendsih-Dikdik gleichzusetzen ist. Letzterer wiederum entsprach denen aus dem Tsavo-Gebiet im südöstlichen Kenia und damit dem Hinde-Dikdik. Einige Autoren geben daher für das Hinde-Dikdik einen Chromosomensatz von 2n = 47 an. Die ungerade Nummer entstand durch eine Translokation zwischen dem X-Chromosom und dem Chromosom 10, wodurch männliche Individuen ein unpaariges Autosom aufweisen. Sowohl das Hinde-Dikdik als auch das Cavendish-Dikdik unterscheiden sich hierbei deutlich von anderen ostafrikanischen Dikdiks der näheren Verwandtschaft wie etwa dem eigentlichen Kirk-Dikdik (Chromosomensatz 2n = 46, fundamentale Anzahl = 48) oder dem Thomas-Dikdik (Chromosomensatz 2n = 48, fundamentale Anzahl = 52). Für einige Autoren war dies Anlass genug, das Kirk-Dikdik im weiteren Sinne als Artenschwarm zu betrachten. Während einer Revision der Huftiere durch Colin P. Groves und Peter Grubb im Jahr 2011 teilten die Autoren das Kirk-Dikdik in mehrere Arten auf. Das Hinde-Dikdik wurde im Zuge dessen auf einen eigenständigen Artstatus angehoben.

## Bedrohung und Schutz
Die IUCN führt das Hinde-Dikdik nicht als eigenständige Form, sondern integriert es in das Kirk-Dikdik. Dessen Gesamtbestand stuft die Naturschutzorganisation in die Kategorie „nicht gefährdet“ (least concern) ein. Die Art ist in mehreren Schutzgebieten präsent, so im Tsavo-West- und im Tsavo-East-Nationalpark in Kenia und im Arusha-Nationalpark in Tansania. Außerhalb von geschützten Arealen wird das Hinde-Dikdik teilweise bejagt. In einzelnen Regionen ist es außerdem häufiger Opfer von Verkehrsunfällen. Im Tsavo-Gebiet entfielen von 751 registrierten Unfällen in den Jahren 2007 bis 2018 allein 109 auf das Hinde-Dikdik, was den weitaus höchsten Anteil unter den 19 identifizierten Säugetierarten repräsentiert.